# (6208) Wakata
(6208) Wakata (1988 XT) – planetoida z grupy pasa głównego asteroid okrążająca Słońce w ciągu 3,38 lat w średniej odległości 2,25 j.a. Odkryta 3 grudnia 1988 roku.